# ضاحية الريحان (رام الله)
ضاحية الريحان هي ضاحية سكنية حديثة البناء تقع شمال مدينة رام الله على بعد 10 كيلو متر من المدينة. تتبع الضاحية إداريًا لبلدية رام الله.

## نظرة من الداخل
تشتمل الضاحية على مئات الوحدات السكنية، إضافة للمستشفى الاستشاري العربي بسعة 250 سرير، ومول تجاري يحتوي على أكثر من 50 محل تجاري، ومسجد، وروضة أطفال، والجامعة العربية الأمريكية، وغيرها.

## معرض صور

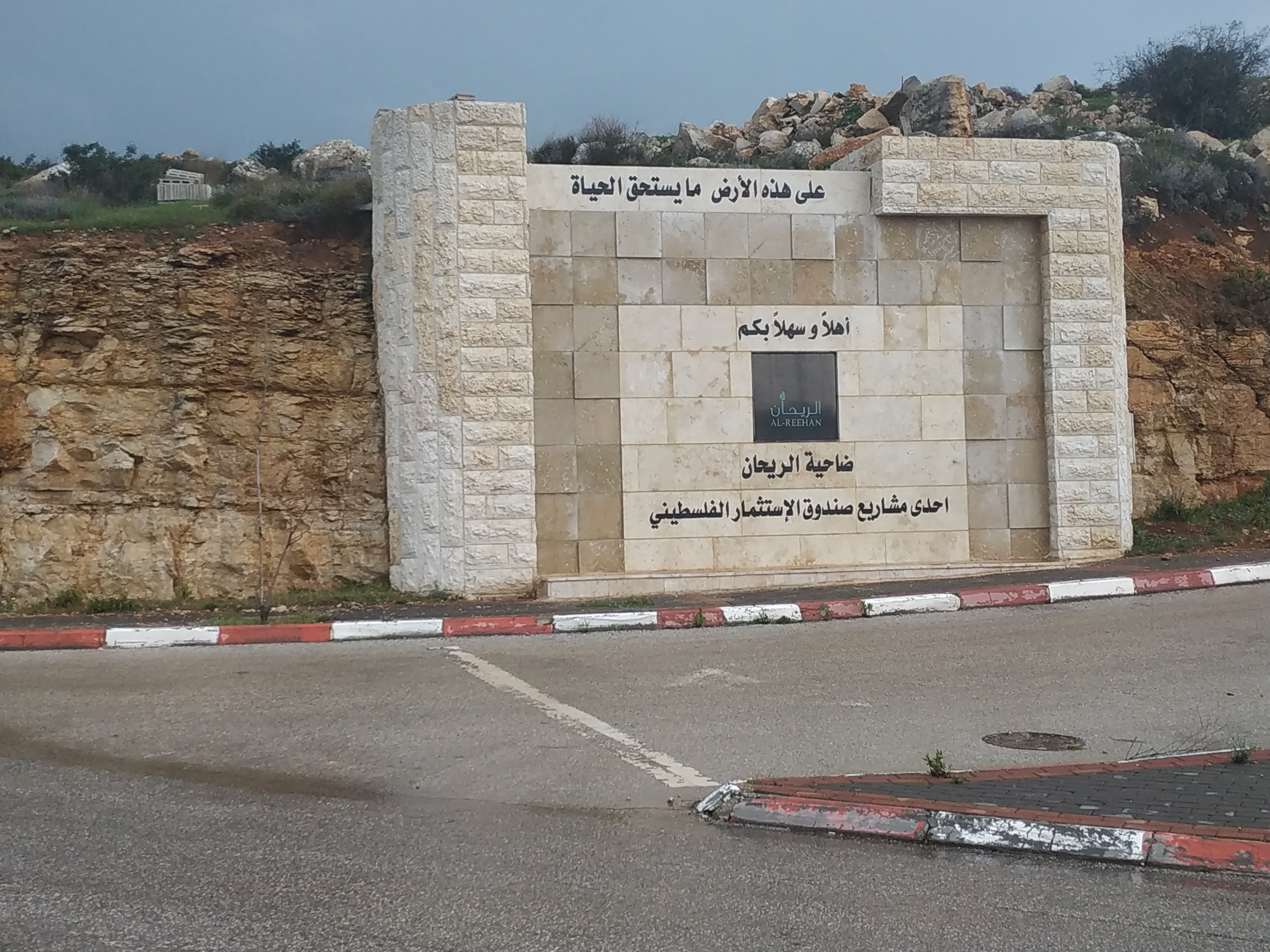
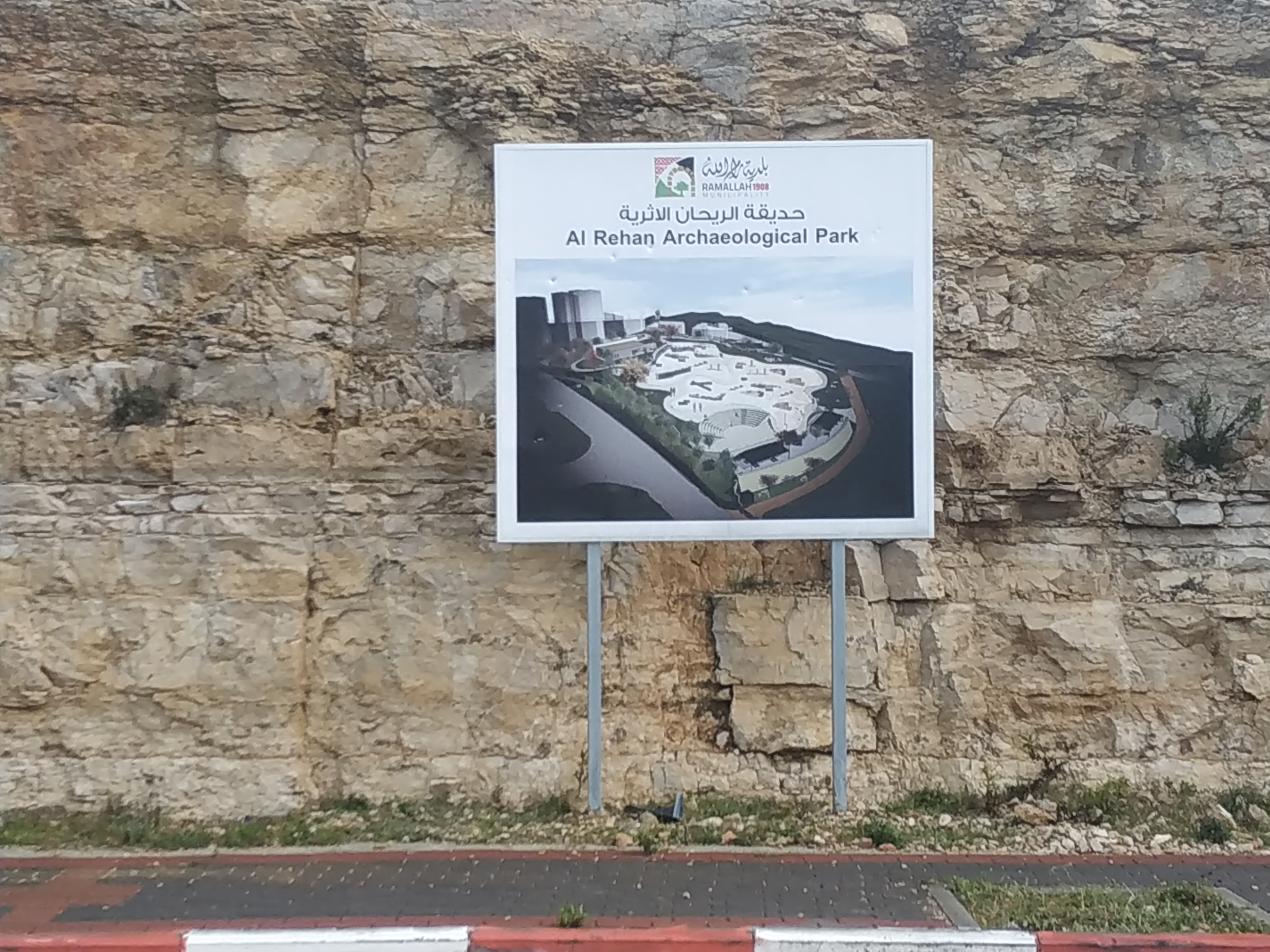
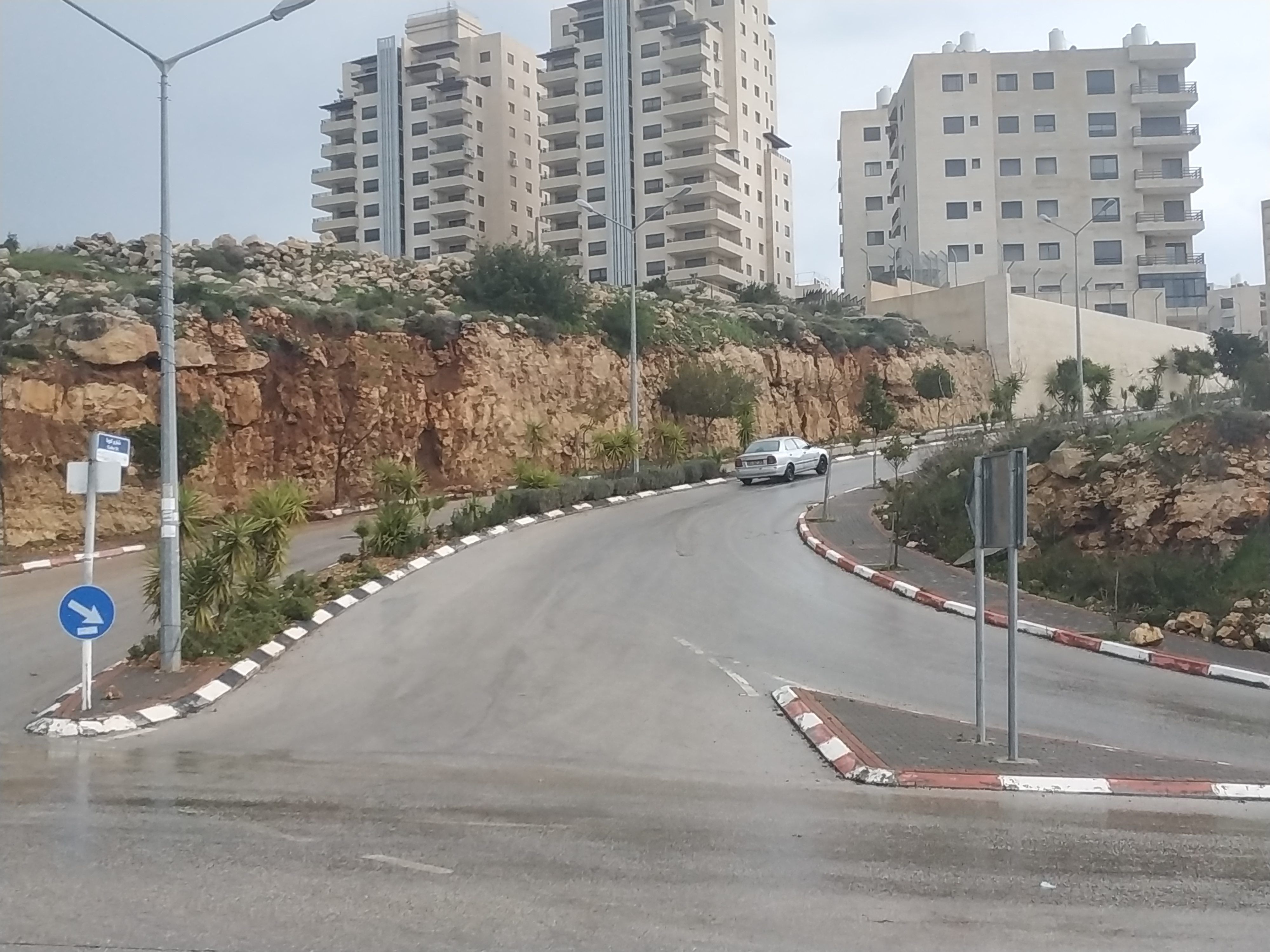
شارع كوبا